# Hjulstaätten
Hjulstaätten är ett nutida namn på en uppländsk frälseätt under 1400-talet med Hjulsta i Enköpings-Näs socken i Uppland som stamgods. 
Vapen: tre fembladiga rosor balkvis
Vapnet beskrevs tidigare av Jan Raneke som tre sexuddiga vita stjärnor balkvis på blått fält, vilket medeltidsgenealogen Kaj Janzon har tillbakavisat i Släktforskarnas årsbok från 2005. vapnet med de tre rosorna kan ses i SDHK-nr: 14646 (Svenskt Diplomatariums huvudkartotek över medeltidsbreven)

## Utvalda medlemmar
1. Underlagmannen i Uppland och fogden över Fjärdhundraland Haral i Hiwlistom.[2] (Harald Olofsson i Hjulsta) bytte 1420 till sig gården Hjulsta från Uppsala domkyrka[3]. Harald Olofsson och hans andra hustru Katarina Fadersdotter nämns 1377 i ett brev till drotsen Bo Jonsson Grip[4] och sista gången 1386. I sitt första gifte med en okänd kvinna fick Harald en son:
  1. Olof Haraldsson (död under 1430-talet), köpte 1393 gods för 1140 mark av Sten Bosson (Natt och Dag), som kallade Olof sin älskelige sven. Olof var gift med en Katarina Skäringsdotter (död före 1420), dotter till Skäring Iliansson (framkommande svin balkvis) och Ragnhild Johansdotter. 1396 bytte Olof Haraldsson jord med Strängnäs domkyrka och i dokumentet från byteshandlingen, har Olof använt sitt sigill, varför vi inte känner färgerna på vapnet, som förde tre fembladiga rosor balkvis.[1] [5]Olof Haraldsson var häradshövding i Hölebo senast 1410, och nämns 1417 när han bytte jord med Henning Bolt. 1420 använder han åter ett sigill, vilket då var ändrat till en balk med de tre rosorna. [5]
    1. Skäring Olofsson

  2. Cecilia Olofsdotter, gift med lagmannen i Östergötland, Gert Jonsson (stjärna).
    1. Ficke Olofsson, gift med Elin Nilsdotter till Ängsö (Natt och Dag)
    2. Margareta Olofsdotter, gift före 1437 med Gustav Laurensson (Ängaätten).

Efter Ficke Olofssons död, ärvde hans änka Hjulsta, som efter att hon gift om sig med Fader Ulfsson (Sparre av Hjulsta och Ängsö) övergick i den Sparreätt, som efter gården Hjulsta, kallas Sparre av Hjulsta och Ängsö.